# Luis de Torres
Luis de Torres (zemřel asi 1493) byl španělský mořeplavec, účastník první výpravy Kryštofa Kolumba do Nového světa. Podle dostupných zdrojů pocházel z města Mogueru a byl pokřtěný Žid (tzv. marrano) jménem יוסף בן הלוי העברי, Yosef Ben Ha Levy Haivri. Byl uznávaným znalcem orientálních jazyků a Kolumbus ho vzal s sebou jako tlumočníka, protože předpokládal, že dopluje do Asie, s indiány se ovšem Torres nedokázal domluvit. Stal se však pravděpodobně prvním Židem na americkém kontinentu a jako první také popsal domorodý zvyk kouření tabákových listů. Byl jedním z obyvatel osady La Navidad založené Kolumbem na severním pobřeží Haiti a pravděpodobně byl spolu s celým jejím osazenstvem zabit domorodci, i když Jewish Encyclopedia uvádí, že se stal později plantážníkem na západoindických ostrovech (nejspíš šlo však jen o shodu jmen) a podle některých autorů se dokonce dokázal vrátit do Evropy. Z roku 1508 se zachoval záznam, podle něhož byla Torresově vdově žijící v Mogueru vyplacena královská renta. Ve Freeportu na Bahamách je podle Luise de Torres pojmenována jediná synagoga v zemi. 